# Manayunkia caspica
Manayunkia caspica är en ringmaskart som beskrevs av Annenkova 1928. Manayunkia caspica ingår i släktet Manayunkia och familjen Sabellidae. Utöver nominatformen finns också underarten M. c. danubialis.